# Chronicon Roskildense

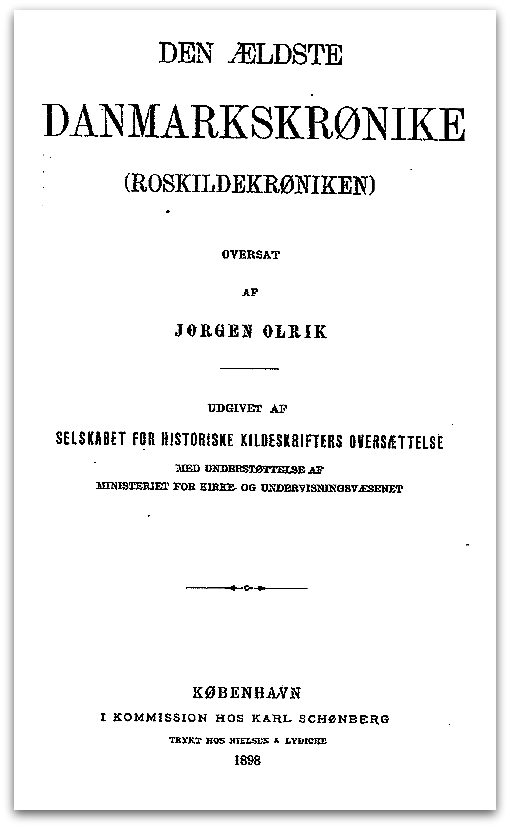
Page de titre de l'édition de Jørgen Olrik de 1898.

La Chronicon Roskildense (en danois : Roskildekrøniken, en français : chronique de Roskilde), est une chronique médiévale danoise traitant essentiellement d'informations présentées comme des faits historiques réels après une introduction sur le christianisme au Danemark.

## Texte
La Chronicon Roskildense est une chronique rédigée en latin. Le manuscrit original est perdu aujourd'hui et la chronique n'existe plus que sous la forme de copies faites au cours des siècles, notamment dès le XIIIe siècle, puis au XVIe siècle et XVIIe siècle. 
La Chronicon Roskildense relate les principaux évènements historiques du Danemark. Elle se distingue de la Chronicon Lethrense qui est un recueil de folklore à propos des rois danois pré-chrétiens et des aventures qui leur sont associées.
La chronique couvre la période allant de l'an 826 à 1140 avec le roi Olaf II de Danemark, fils de Harald Kesja. À ce manuscrit original fut ajoutée plusieurs feuillets contemporains au roi Valdemar Ier de Danemark, notamment le démantèlement du diocèse de Lund sous le mandat de l'archevêque de Lund Eskil avec la création de diocèses indépendants en Norvège et Suède. Cet évènement finalise la chronique à la date de 1157.
L'auteur est inconnu, mais on pense qu'il doit s'agit d'un moine ou un clerc copiste ayant une relation avec la cathédrale de Roskilde, car il est très précis sur les sujets et questionnements concernant la ville de Roskilde. Il connait apparemment les manuscrits d'Adam de Brême dont il se sert pour rédiger sa chronique. 
Contrairement aux historiens Saxo Grammaticus auteur de la Gesta Danorum ou à Svendl Aagesen rédacteur de Brevis historia regum Dacie qui présentent l'histoire du Danemark comme on le voit à partir de notre temps, la Chronicon Roskildense couvre les évènements méconnus ou cachés qui furent la trame oubliée de moments parfois peu glorieux, mais qui prennent une importance évidente aux yeux des historiens contemporains.
Les copies sont consultables dans trois lieux différents :
- Bibliothèque de l'université de Kiel, S. H. 8 A.8° (XIIIe siècle). Connu sous le nom de « Codex Kiloniensis ».
- La collection de manuscrits anciens Arnamagnæanske Samling, université de Copenhague, AM 107 8° (XVIe siècle).
- Bibliothèque de l'université d'Uppsala, De la Gardie XXV-XXIX (XVIIe siècle).

## Sources
- Jørgen Olrik (da),Den Ældeste Danmarkskrønike (Roskildekrøniken), Copenhague, 1898
- Lotte Fang,Roskildekrøniken - Den ældeste Danmarkshistorie, éditions Forlag Sesam A/S, Viborg, 1979,  (ISBN 87-7324-517-8)